# Liste der türkischen Botschafter in Dänemark
Der Botschafter leitet die türkische Botschaft Kopenhagen.
| Ernennung Akkreditierung | Botschafter       | Bemerkung | Liste der Ministerpräsidenten der Türkei | Liste der Regierungen Dänemarks    | Posten verlassen |
| ------------------------ | ----------------- | --- | ---------------------------------------- | ---------------------------------- | ---------------- |
| 1. Jan. 1960             | Hüveyda Mayatepek | | Cemal Gürsel                             | Viggo Kampmann                     | 1. Jan. 1964     |
| 1. Jan. 1964             | Turan Tuluy       | | İsmet İnönü                              | Jens Otto Krag                     | 1. Jan. 1965     |
| 1. Jan. 1965             | Vahap Aşiroğlu    | | Suad Hayri Ürgüplü                       | Jens Otto Krag                     | 1. Jan. 1968     |
| 1. Jan. 1968             | Nurettin Vergin   | | Suad Hayri Ürgüplü                       | Hilmar Baunsgaard                  | 1. Jan. 1970     |
| 1. Jan. 1970             | Şefik Fenmen      | | Suad Hayri Ürgüplü                       | Hilmar Baunsgaard                  | 1. Jan. 1974     |
| 1. Jan. 1974             | Özdemir Yiğit     | (* 2. März 1928 Vize; † 10. August 1995 in Istanbul) 1970–1974: Botschafter in Tripolis,1984-1986: Botschafter in Bern                                                                                  | Mustafa Bülent Ecevit                    | Poul Hartling                      | 1. Jan. 1978     |
| 1. Jan. 1978             | Behiç Hazar       | | Mustafa Bülent Ecevit                    | Anker Jørgensen                    | 1. Jan. 1980     |
| 1. Jan. 1980             | Behçet Türemen    | | Bülent Ulusu                             | Anker Jørgensen                    | 1. Jan. 1983     |
| 1. Jan. 1983             | Asaf İnhan        | | Turgut Özal                              | Poul Schlüter                      | 1. Jan. 1986     |
| 1. Jan. 1986             | Taner Baytok      | (* 1936 in Istanbul) 1993–1995: Botschafter in Dublin, 1982–1986: Botschafter in Abu Dhabi, 1996–1998: Botschafter in Bern                                                                              | Turgut Özal                              | Poul Schlüter                      | 1. Jan. 1988     |
| 1. Jan. 1988             | Onur Öymen        | | Turgut Özal                              | Poul Schlüter                      | 1. Jan. 1990     |
| 1. Jan. 1990             | Baki İlkin        | (* 3. Oktober 1943 in Ankara) 1987–1990: Botschafter in Islamabad, 1996–1998: Botschafter in Den Haag, 1998–2001: Botschafter in Washington, D. C., 2004–2009: Ständiger Vertreter beim Nordatlantikrat | Yıldırım Akbulut                         | Poul Schlüter                      | 1. Jan. 1993     |
| 1. Jan. 1993             | Faruk Loğoğlu     | (* 15. Oktober 1941 in Ankara) 2001–2005: Botschafter in Washington, D. C., 1996–1998: Botschafter in Baku                                                                                              | Tansu Çiller                             | Poul Nyrup Rasmussen               | 1. Jan. 1996     |
| 1. Jan. 1996             | Turan Moralı      | | Necmettin Erbakan                        | Poul Nyrup Rasmussen               | 1. Jan. 1999     |
| 1. Jan. 1999             | Gün Gör           | | Bülent Ecevit                            | Poul Nyrup Rasmussen               | 1. Jan. 2001     |
| 1. Jan. 2001             | Fügen Ok          | | Bülent Ecevit                            | Anders Fogh Rasmussen              | 1. Jan. 2005     |
| 1. Jan. 2005             | Melih Mehmet Akat | (* 1950 in Ankara) 2001–2003: Botschafter in Bagdad, 2010–2011: Botschafter in Santiago de Chile | Recep Tayyip Erdoğan                     | Anders Fogh Rasmussen              | 30. Nov. 2009    |
| 1. Dez. 2009             | Berki Dibek       | (* 8. Mai 1951, Istanbul) 2003–2007: Botschafter in Dublin. | Recep Tayyip Erdoğan                     | Lars Løkke Rasmussen               | 12. Dez. 2013    |
| 12. Dez. 2013            | Mehmet Dönmez     | (* 1952 in İzmir) 2008–2011: Botschafter in Sanaa. | Recep Tayyip Erdoğan                     | Regierung Helle Thorning-Schmidt I |                  |